# Squadra All-America di college football 1890
La squadra All-America di college football 1890 (1890 College Football All-America Team) è stata la seconda squadra All-America di college football. La squadra fu selezionata da Casper Whitney e pubblicata su This Week's Sports.
Tutti gli undici membri della squadra giocavano per tre squadre: Harvard, College of New Jersey e Yale, allora conosciute come "Big Three" del college football. Alcune fonti indicano che Walter Camp assistette Whitney per la selezione, mentre altri indicano che Camp non faceva ancora parte del meccanismo di selezione.

## Profili degli All-America
Gli All-America del 1890 comprendevano tre giocatori che furono successivamente inseriti nella College Football Hall of Fame: il tackle di Harvard Marshall " Ma" Newell, la guard di Yale William " Pudge " Heffelfinger e l'halfback di Yale Thomas " Bum " McClung.
La forza della squadra 1890 è dimostrata dal fatto che la maggioranza dei giocatori selezionati (sette degli undici) furono scelti come All-american in diversi anni: Pudge Heffelfinger (1889, 1890 e 1891), John Corbett (1889 e 1890), Marshall Newell (1890 e 1891), Frank Hallowell (1890 e 1892), Jesse Riggs (1890 e 1891), "Bum" McClung (1890 e 1891), e Sheppard Homans (1890 e 1891).
Il team comprendeva uomini che hanno continuato con grande successo le loro carriere. McClung divenne Tesoriere degli Stati Uniti sotto il presidente William Howard Taft, e la sua firma compare sulle monete statunitensi emesse durante gli anni 1909 e 1912. Heffelfinger divenne il primo giocatore professionista di football nel 1892, quando fu pagato 25 dollari per le sue spese e un bonus di 500 dalla Athletic Association Allegheny per giocare in una partita contro i rivali del Pittsburgh Athletic Club. Il quarterback Dudley Dean si arruolò nei Rough Riders di Teddy Roosevelt e fu decorato per il suo ruolo nella battaglia di San Juan Hill.
Il team comprendeva anche i giocatori che sono andati incontro a morti tragiche. Newell fu ucciso alla vigilia di Natale 1897, quando una motrice ferroviaria lo schiacciò accidentalmente. L'end di Princeton Ralph Warren subì un grave infortunio al collo durante Princeton-Yale del 1891 e cadde in una forma di sofferenza mentale causata dall'infortunio e, pare, dalla notizia che Princeton aveva perso con Yale.
Il football nel 1890 era uno sport brutale, giocato prima dell'introduzione di caschi e di altre protezioni. Lesioni gravi (in alcuni casi la morte) morti erano eventi comuni nel gioco. Il center All-American di Harvard, John Cranston, fu il primo giocatore ad indossare l'equipaggiamento per proteggere il volto durante una partita di football americano. Al fine di proteggere il naso di Cranston, il capitano di Harvard e All-American del 1889 Arthur Cumnock inventò un dispositivo che chiamò "nose armor". L'invenzione di Cumnock guadagnò popolarità, e nel 1892, un giornale descrisse la crescente popolarità del dispositivo:
"By the invention of nose armor football players who have been hitherto barred from the field because of broken or weak noses are now able to thrust an armor protected nose (even though it be broken) into the center of the roughest scrimmage without danger to the sensitive nasal organ. The armor is made of fine rubber and protects both the nose and teeth."

## Lineup della squadra per posizione
End
- Frank Hallowell, Harvard
- Ralph Warren, Princeton

Tackle
- Marshall Newell, Harvard (College Football Hall of Fame)
- William Rhodes, Yale

Guard
- Pudge Heffelfinger, Yale (College Football Hall of Fame)
- Jesse Riggs, Princeton

Center
- John Cranston, Harvard

Quarterback
- Dudley Dean, Harvard

Halfback
- Thomas McClung, Yale (College Football Hall of Fame)
- John J. Corbett, Harvard

Fullback
- Sheppard Homans, Jr. , Princeton